# Charles François Riffardeau de Rivière
Pour les articles homonymes, voir Rivière (homonymie).
Charles François de Riffardeau, vicomte, marquis, puis 1er duc de Rivière, né au château de la Ferté à Reuilly dans le Berry le 17 décembre 1763  et mort à Paris le 21 avril 1828, est un militaire, diplomate et homme politique français des XVIIIe et XIXe siècles.

« Charles François, duc de Rivière de Riffardeau fut l’un des officiers de l’ancienne armée qui, dans le cours des dernières révolutions, montrèrent le plus de dévouement à la monarchie des Bourbons et en furent le mieux récompensés. »

— Michaud, Biographie universelle ancienne et moderne

## Biographie

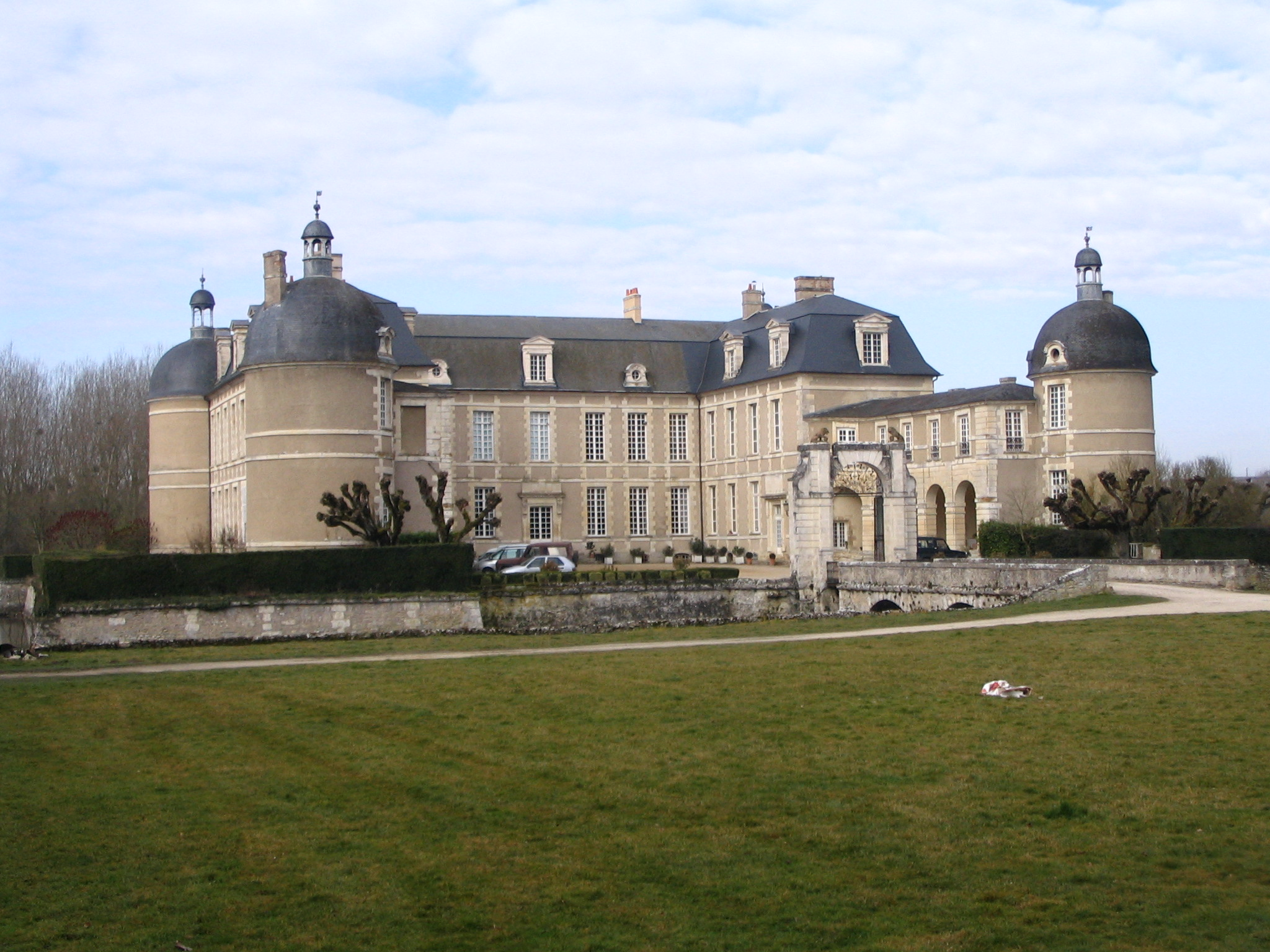
Le château de la Ferté à Reuilly (Indre), lieu de naissance de Riffardeau.

Charles François de Riffardeau, IIe du nom, est issu d'une noble et ancienne famille établie en Bourbonnais dès l'année 1407 puis dans le Berry. Il est le petit-fils du vicomte de Rivière de Riffardeau, officier au régiment Royal-La-Marine en 1745, puis aide de camp du prince de Carignan en 1748. Il naît au château de La Ferté à Reuilly dans l'Indre en 1763.
Il reçut une éducation très soignée, et, voué dès l'enfance à la carrière des armes, il entra pensionnaire à l'École militaire en 1778, il en sortit en 1780, pour passer officier dans le régiment des Gardes-Françaises (enseigne surnuméraire en 1780, enseigne en 1781, sous-lieutenant en second en 1784, de grenadiers en 1787, sous-lieutenant en premier en 1788). Il commandait une compagnie de ce corps en 1789, lorsque la Révolution française commença. Ses efforts, comme ceux de tous les autres officiers, furent vains pour maintenir dans l’ordre et la soumission cette troupe indisciplinée. Il ne la quitta néanmoins que lorsqu’elle fut dissoute, ou qu’elle reçut une autre organisation. 

### Émigration
Alors le vicomte de Rivière suit les princes en émigration, sert d’abord dans l'armée du prince de Condé, puis se rend à Turin, auprès du comte d’Artois,,, dont il devient à partir de cette époque le fidèle serviteur. Chargé par les Bourbons exilés de diverses missions qui le ramènent plusieurs fois en France, M. de Rivière les remplit « avec autant de zèle que de bonheur », malgré la peine de mort qu'il encourait et comme émigré et comme agent des princes. Il pénètre secrètement (jusqu’à sept fois) en territoire français, sous divers déguisements, et porta à plusieurs reprises les ordres des princes frères de Louis XVI aux généraux Charette, Stofflet, Sapinaud, Cadoudal et Bourmont.
Après avoir rejoint l'armée des princes, et avoir fait la campagne de 1792, il est nommé colonel par Louis XVIII, puis, en 1795, aide de camp de Monsieur, comte d'Artois, et chevalier de Saint-Louis. Il suit ce prince dans tous ses voyages en Allemagne, en Russie, en Angleterre et au cours de l'expédition de Quiberon. Il est chargé par ce dernier de plusieurs missions auprès des chefs royalistes de la Vendée et de la Bretagne.
En la même année 1795, le marquis de Rivière se rend à Belleville (Vendée), au camp de Charette, afin de concerter avec ce général royaliste les mesures à prendre pour seconder le débarquement que Monsieur, le comte d'Artois, voulait effectuer sur les côtes de la Bretagne. Le marquis de Rivière essaie en même temps de réconcilier Stofflet avec Charette et il remet à ces deux chefs les brevets et décorations que leur envoyait le comte d'Artois au nom du roi exilé. Arrêté et conduit au château de Nantes, en 1795, il réussit à s’en échapper,, « par sa présence d’esprit », et se rend à Paris, où il avait une mission à remplir près des agents des princes, Lemaître et la Villeurnoy.
Après être retourné en Angleterre et avoir rendu compte au roi de sa mission, il s'embarque avec Monsieur pour une expédition navale dont le résultat est l'occupation momentanée de l'île-Dieu. Il reçoit ordre, lorsque ce prince retourne en Angleterre, de rester dans la Vendée, d'où il ne revient à Londres qu'au mois de novembre 1795, avec des dépêches de Charette, et après avoir échappé à de nombreux dangers[Lesquels ?]. Le trajet qu’il parcourt pour gagner les côtes de la Bretagne, au milieu des postes républicains dont le pays était couvert, l'expose à de nombreux dangers, auxquels il n’échappe que par « beaucoup d’adresse et de vigilance ». Ayant reçu de ce prince une nouvelle mission, il fait naufrage sur les plages de Normandie. Vivement poursuivi, il est sur le point de tomber à nouveau entre les mains des républicains. Il parvient une fois encore jusqu’à Charette, et réussit à lui porter les ordres de son roi. C’est alors que le frère de ce prince, qui avait été vivement alarmé des périls auxquels son aide de camp s’était exposé pour le servir, lui écrivit : 

« Tu m’as fais une belle peur, cher Rivière ; grâce à Dieu et à ton courage, tu t’en es tiré, et j’en ai été bien heureux. J’ai annoncé le premier à tes amis que tu vivais. — Je t’embrasse. »

Après tant et de si terribles épreuves, le marquis de Rivière suit son prince en Angleterre, puis en Écosse, où il vit paisiblement pendant plusieurs années, jusqu’à ce que de nouveaux ordres du comte d’Artois viennent le mêler à l'entreprise dans laquelle devaient périr les Georges Cadoudal, les Pichegru « et tant d’autres royalistes dévoués ».
Fin 1803 le marquis de Rivière, le général Pichegru, Cadoudal et trente-deux autres royalistes dévoués s’embarquent sur la Tamise pour aborder aux côtes de Normandie et se rendre secrètement à Paris avec pour objectif de renverser le gouvernement consulaire et rétablir celui des Bourbons. Ils débarquent le 16 janvier, au pied de la falaise de Belleville (Normandie), sur les côtes de France, et se rendirent à Paris. On sait comment ils tombent dans les pièges de la police, et comment ils sont successivement arrêtés en mars 1804. Le marquis de Rivière est l'un des premiers à être arrêtés (le même jour que MM. Jules de Polignac et du Pré de Saint-Maur[Lequel ?]), il est incarcéré et fait l'objet d'une procédure devant le tribunal criminel de Paris. « Toujours franc et loyal », il ne nie, en présence des juges, ni ses affections ni ses projets contre Bonaparte. Après un procès instruit pendant quatre mois contre lui et ses coaccusés, il fait partie des huit personnes condamnées, le 10 juin, à la peine de mort. Cependant sa famille obtient sa grâce par l'intercession de Joséphine de Beauharnais, épouse du premier Consul, et la peine de mort est commuée en une peine de déportation, après une détention préalable de quatre ans dans le fort de Joux, en Franche-Comté.
Rivière, enfermé dans le cachot où avait péri Toussaint Louverture peu de mois auparavant, voit sa captivité prolongée jusqu'en 1810. On lui permit ensuite d’habiter le département du Cher, où il reste sous la surveillance de la police jusqu’à la chute du trône impérial en 1814.

### Chute de l'Empire
À cette époque, Sémonville, qui se trouvait dans ce pays comme commissaire extraordinaire de l’empereur, reçoit du ministre de la police Savary l’ordre de le faire arrêter, et il était près d’exécuter cet ordre lorsque le rétablissement de la royauté des Bourbons sauve le marquis de Rivière. Rivière est appelé auprès de Monsieur dès l’arrivée de ce prince à Paris.
Lorsqu'à la suite des désastreuses campagnes de Moscou (1812) et de Leipzig (1813) les souverains alliés pénétrèrent en France « pour renverser le despotisme de Bonaparte », le marquis de Rivière accompagne Monsieur, qui, pour récompenser son dévouement, l'attache à sa personne comme son premier aide de camp, et le créé maréchal-de-camp le 28 février 1814.
La croix de commandeur de l'ordre de Saint-Louis lui est donnée par Louis XVIII le 11 septembre de la même année et il est pourvu du commandement de la 21e division militaire.
Désigné, au mois de février 1815, pour l'ambassade de Constantinople, il attendait à Marseille un vent favorable pour se rendre à sa destination, lorsqu'il apprit le retour de l'île d'Elbe. Le duc d'Angoulême, qui se trouvait alors dans le midi de la France, promeut le marquis de Rivière, le 30 mars, au grade de lieutenant-général des armées du roi et lui confère des pouvoirs très étendus[Lesquels ?]. Le marquis « fit tous ses efforts » pour faire soulever le pays en faveur de la cause royale. Les événements ayant rendu ses efforts inutiles, il s'embarque, le 11 avril, avec le comte de Bruges, sur un petit bateau espagnol, pour se rendre à Barcelone, où ils arrivent le 15. Dès ce moment, le marquis de Rivière ne quitte plus le duc d'Angoulême, jusqu'au mois de juillet suivant, époque à laquelle il s'approche des côtes de France, sur l'escadre commandée par lord Exmouth.

### Restauration française
Le 24 juillet suivant, le marquis de Rivière est nommé gouverneur de la 8e division militaire, et fait, en cette qualité, son entrée à Marseille, « où il reçut des habitants l'accueil que lui méritait son inaltérable dévouement à la famille des Bourbons ». Le 21 du même mois, il reçoit la nouvelle de la rentrée du roi dans ses États, et rassemble aussitôt les officiers généraux, ainsi que l'état-major, et provoque leur soumission au gouvernement restauré,. Cependant la ville de Toulon tenant encore à cette époque pour Bonaparte, le marquis de Rivière s'y rend et fait connaître au maréchal Brune que les souverains alliés s'engageraient à ne faire aucun acte hostile, si ce maréchal consentait à abandonner le commandement de l'armée du Var, et à s'éloigner de Toulon. Brune ne fait point de difficulté d'accéder à cet arrangement, évacue Toulon, et prend la route d'Avignon, où il est assassiné par la population de la ville. Le gouverneur, qui peut faire arborer le drapeau blanc sur la ville de Toulon,, semble avoir une certaine responsabilité dans la mort du maréchal, auquel il avait garanti la sécurité et qu'il ne put pas protéger lors de son passage en Avignon.
Créé pair de France le 17 août de la même année 1815 (son nom ne figure pas au procès du maréchal Ney), et confirmé le 29 août dans le grade de lieutenant-général, le marquis de Rivière est appelé, en novembre, au commandement de la 23e division militaire (la Corse). « Sa prudence et sa fermeté » dissipent les troubles insurrectionnels qui désolaient cette île. Il se rend sur l'île, où il trouve plusieurs cantons en pleine insurrection. Jugeant que des mesures trop rigoureuses ne pourraient qu'exaspérer les esprits, il sait allier « beaucoup de prudence à toute la fermeté que les circonstances rendaient nécessaires ». Cependant, six mois s’étaient écoulés depuis qu’il commandait en Corse ; et il n'avait encore pu parvenir à soumettre le canton de Fiumorbo. Il y risque plus d'une fois sa vie. Un jour, entre autres, il y est couché en joue par 200 rebelles, ; mais il se précipite aussitôt vers eux, suivi de quelques personnes, et en criant : « Vive le Roi ! » Cette intrépidité désarme les rebelles, et les manières affables du marquis de Rivière achevèrent de les soumettre. Rivière ne peut s'emparer de Joachim Murat, en fuite, lors de son passage en Corse, mais, par ses poursuites, il hâte l'expédition qui devait coûter la vie à l'ancien roi de Naples.
Le roi lui envoya la grand'croix de l'ordre de Saint-Louis le 3 mai 1816. Peu de jours après, il remit le gouvernement de l'île dont il avait rétabli les administrations au général Willot, et partit alors pour son ambassade de Constantinople. Il débarqua, le 4 juin suivant, dans le port de cette capitale de l'Empire ottoman, et a, le 16 du même mois, sa première audience du « grand-seigneur » le sultan Mahmoud II, auquel il offre, de la part du roi, des présents d'un grand prix. En 1819, le commerce de Marseille s'étant plaint du tarif de douanes que l'ambassadeur avait signé, M. de Rivière est dénoncé le 19 juin 1819 à la Chambre des pairs, mis à la retraite le 21 juillet et remplacé à Constantinople. « Du reste, sa mission dans ce pays n’eut rien de remarquable pendant quatre ans qu’il eut à la remplir ». Cependant, en mai 1820, il acquiert à ses frais la Vénus de Milo juste après sa découverte, et l'offre au roi Louis XVIII à son retour en France le 1er mars 1821. La statue est devenue la plus célèbre du musée du Louvre.
Le roi Louis XVIII l'institue pair de France, au titre de marquis (par lettres patentes, qui furent communiquées à la Chambre des pairs, le 2 février 1819) et le créa chevalier-commandeur des ordres du roi le 30 septembre 1820.
Riffardeau de Rivière est nommé, peu de temps après son retour de l'ambassade de Constantinople, capitaine des gardes de Monsieur (il est reçu en cette qualité, le 22 janvier 1821), devenus, depuis la mort de Louis XVIII, 5e compagnie des gardes du corps du roi Charles X de France,.
Le marquis de Rivière est créé officier de la Légion d'honneur le 19 août 1823. Charles X ne pouvait plus lui accorder d’autre titre que celui de duc héréditaire : c'est ce qu'il fait, « de la manière la plus gracieuse » avec application de ce titre à sa pairie le 30 mai 1825. Nommé par le roi, le 10 avril 1826, gouverneur de la personne du duc de Bordeaux,, le duc de Rivière ne devait pas jouir longtemps de ces faveurs. Tant de vicissitudes, de persécutions et d’emprisonnements avaient gravement altéré sa santé. Dès le mois de février 1828, il ressentit de cruels maux d’estomac qui, « malgré tous les secours de l’art », ne font qu’augmenter jusqu’au 21 avril, date à laquelle il meurt, « après avoir rempli de la manière la plus édifiante ses devoirs de religion ».

## Récapitulatifs

### Titres
- Pair de France[24] :
  - 17 août 1815 - 21 avril 1828 ;
  - Marquis et pair (31 août 1817) ;
  - Duc et pair (30 mai 1825, sans lettres patentes, ni majorat[24]) ;

### Décorations
| Chevalier du Saint-Esprit | Officier de la Légion d'Honneur | Grand'croix de Saint-Louis |

- Chevalier du Saint-Esprit (7e promotion : Paris, 30 septembre 1820) ;
- Légion d'honneur[4] :
  - Chevalier (1er mai 1821), puis,
  - Officier de la Légion d'honneur (19 août 1823) ;
- Ordre royal et militaire de Saint-Louis :
  - Chevalier (vers 1795[12]-1796), puis,
  - Commandeur (11 septembre 1814[1]), puis,
  - Grand'croix de Saint-Louis (3 mai 1816[1]).

### Armoiries
Fascé d'argent et d'azur, au chevron de gueules brochant sur le tout.,,

## Ascendance & postérité
Fils de Charles François de Riffardeau (1717-1786), comte de Corsac et d'Agnès Elisabeth Cailleteau de La Chasseloire (1728-1794), le duc de Rivière avait trois sœurs :
1. l'aînée, dame (du marquisat) de Paudy, non mariée ;
2. la cadette, Agnès Marie Madeleine (11 juillet 1761 - Paris, 18 juin 1808), épouse (le 18 mars 1794 à Bourges) de Nicolas du Pré de Saint-Maur (1767-1846), maire de Vierzon (1807-1820), fils de l'ancien intendant de Bordeaux, dont postérité ;
3. la benjamine, Claude Agnès (Reuilly (Indre), 10 mars 1766 - après le 7 vendémiaire an VII), épouse (le 12 août 1788 à Paris) de Charles Armand Louis (vers 1744-1795) marquis du Chesneau, officier au régiment des Gardes-Françaises (dont une fille), puis, le 12 nivôse an VI (1er janvier 1798) à Paris, avec César Auguste Brière de Montaudin 1769-1836, dont un fils (sa naissance coûta la vie à sa mère).

- Le duc de Rivière épousa, épousa, le 4 juin 1811 à Paris, Marie Louise de La Ferté de Meung[22] (1776-1860[26]), dont il eut :
  - Charles Antoine Adrien (Cervon (Nièvre), 1er juillet 1812 - Paris, 22 janvier 1870), 2e duc de Rivière, marié, le 14 avril 1841 à Paris, avec Stéphanie (1819-1872), fille d'Arthus Hugues Gabriel Timoléon (1790-1857), comte de Cossé-Brissac, chevalier des ordres du Roi, premier pannetier de France, dont :
    - Délie Louise Marie Gabrielle (11 juillet 1842 - 3 février 1907), mariée, le 14 janvier 1863, avec le vicomte de Mandat Grancey (1831 - Tué le 2 décembre 1870 à la bataille de Champigny), dont postérité ;
    - Louise Marie Aldegonde (Tours, 12 juillet 1844 - Tuée le 4 mai 1897 dans l'incendie du Bazar de la Charité), mariée, le 21 mai 1867 à Paris VIIe, avec Joseph-Louis de Luppé (1837-1912), député des Basses-Pyrénées, dont postérité ;
    - Ludovic (né en 1850, mort jeune) ;

  - Adrienne Charlotte (12 juillet 1814 - Paris, 14 juin 1875), mariée, le 12 juin 1839, avec Hippolyte de Solages (1809-1850) ;
  - Louis Marie Charles (Constantinople, 8 juillet 1817 - 31 août 1890), 3e duc de Rivière, sénateur du Cher (1876-1885).